# Kúszósülfélék
A kúszósülfélék (Erethizontidae) az emlősök (Mammalia) osztályába és a rágcsálók (Rodentia) rendjébe tartozó család.

## Rendszerezés
A családba az alábbi 2 alcsalád, 5 nem és 20 faj tartozik:
- valódi kúszósülök (Erethizontinae) Bonaparte, 1845 – 4 nem, 19 faj
- sülpatkányok (Chaetomyinae) Thomas, 1897 – 1 nem, 1 faj; – szinonimája: Cercolabidae
  - Chaetomys Gray, 1843 – szinonimája: Plectrochorerus
    - vékonytüskéjű sülpatkány (Chaetomys subspinosus) Olfers, 1818